# Castro de Fuentidueña
Castro de Fuentidueña – gmina w Hiszpanii, w prowincji Segowia, w Kastylii i León, o powierzchni 19,72 km². W 2011 roku gmina liczyła 51 mieszkańców.